# R-13 (missile)
Il missile R-13 (nome in codice NATO: SS-N-4 Sark) era un SLBM sviluppato in Unione Sovietica a partire dal 1955. Entrato in servizio nel 1961 su alcuni SSB ed SSBN della prima generazione, venne definitivamente radiato nel gennaio 1975.

## Storia

### Sviluppo
La decisione di sviluppare un nuovo SLBM per la marina sovietica venne presa il 25 agosto 1955. Infatti, vi era la necessità di realizzare un sistema missilistico di prestazioni superiori rispetto all'R-11FM (variante navale dell'SS-1 Scud), la cui corta gittata metteva a rischio i sottomarini incaricati del lancio. In particolare, il requisito era di un missile in grado di trasportare una testata nucleare a distanze nell'ordine dei 400-600 km.
Il progetto preliminare fu realizzato dall'NII-88. Nei primi mesi del 1956, tuttavia, il progetto fu trasferito all'SKB-385, che lo completò l'anno successivo.
I test di lancio furono effettuati nel biennio 1959-1960, prima presso il poligono terrestre di Kapustin Yar (19, di cui 15 riusciti), poi da sottomarini (11 successi su 13). Il missile entrò in servizio il 13 ottobre 1961.

### Impiego operativo
Chiamato in Occidente SS-N-4 Sark, il missile (con il relativo sistema di lancio, il D-2), venne installato sui sottomarini lanciamissili delle classi Golf ed Hotel. Su 311 lanci complessivi, 225 ebbero successo.
Dal 1964, l'R-13 non venne più utilizzato per effettuare missioni intercontinentali, e dal 1967 fu dispiegato solo per compiti periferici. Dal 1973, fu installato solo sui convenzionali classe Golf, per essere completamente ritirato nel gennaio 1975.

## Descrizione tecnica

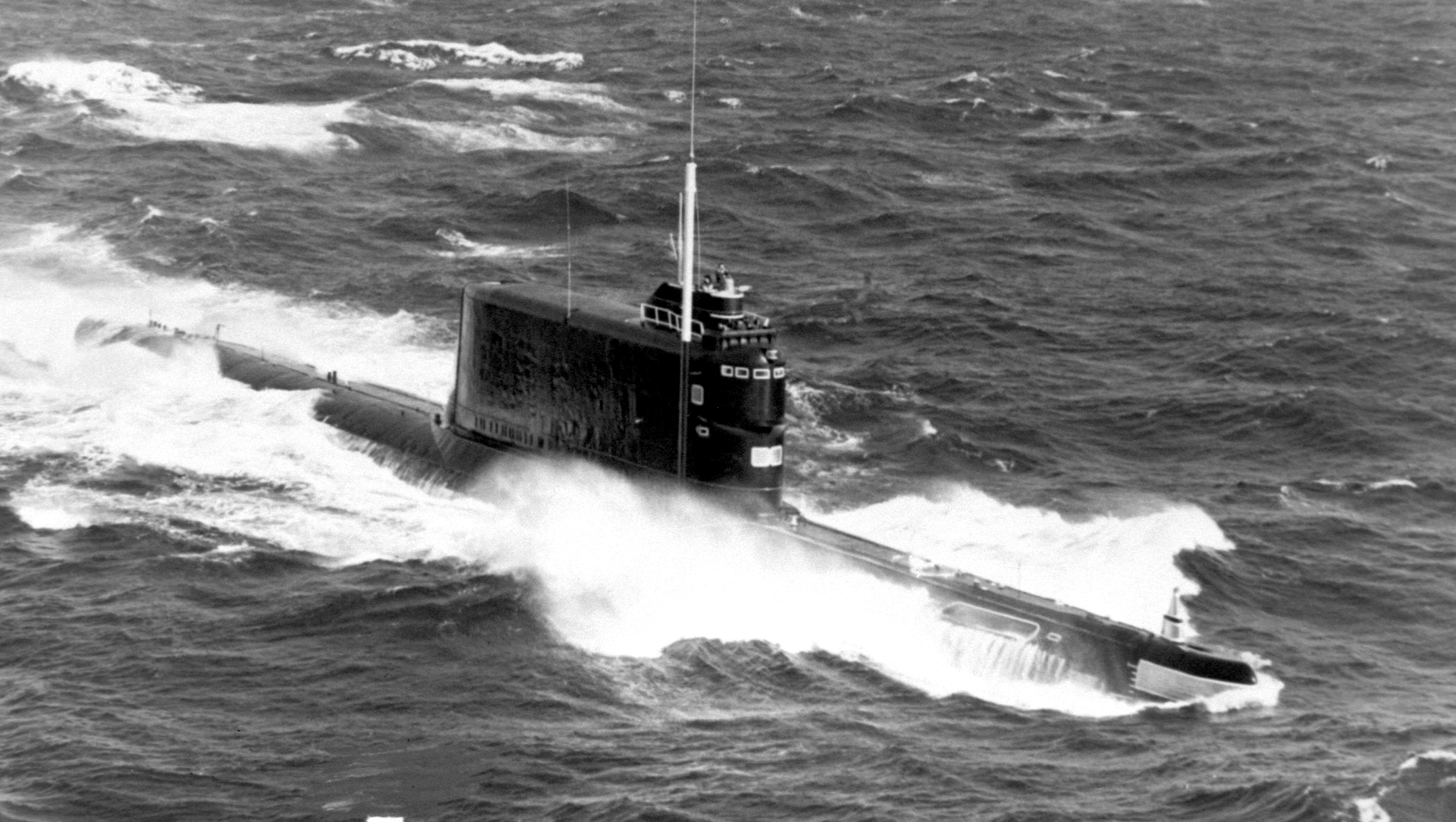
Un sottomarino della classe Golf in navigazione. I tre missili SS-N-4, che costituivano l'armamento principale, erano sistemati all'interno della torre, che era quindi di grandi dimensioni.

Il missile R-13/SS-N-4 Sark era un singolo stadio a propellente liquido, che utilizzava il sistema di lancio D-2 (appositamente realizzato). Capace di coprire distanze di circa 600 km, doveva essere lanciato in superficie. Il carico bellico era costituito da una singola testata nucleare da un megatone (anche se gli occidentali stimarono una potenza maggiore, nell'ordine dei 1,2-2 megatoni), che era separabile rispetto al resto del missile.
Il motore era a razzo con turbopompe, e caratterizzato da una singola camera di combustione. Inoltre, dal punto di vista tecnico, si trattò del primo SLBM sovietico ad utilizzare, per il controllo del volo, dei motori vernieri (di manovra) al posto di gas o superfici di controllo aerodinamiche. Un'ulteriore soluzione adottata per stabilizzare il volo del missile fu l'utilizzo di quattro stabilizzatori aerodinamici.
Il missile poteva essere tenuto in stato di allerta per sei mesi, ed in magazzino per sette anni. Il tempo di reazione in condizioni normali era di 20-25 minuti, ma poteva essere portato a 6-8 in condizioni di massima allerta.